# Pritchardia schattaueri
Pritchardia schattaueri är en enhjärtbladig växtart som beskrevs av Donald R. Hodel. Pritchardia schattaueri ingår i släktet Pritchardia och familjen Arecaceae. Inga underarter finns listade i Catalogue of Life.

## Bildgalleri

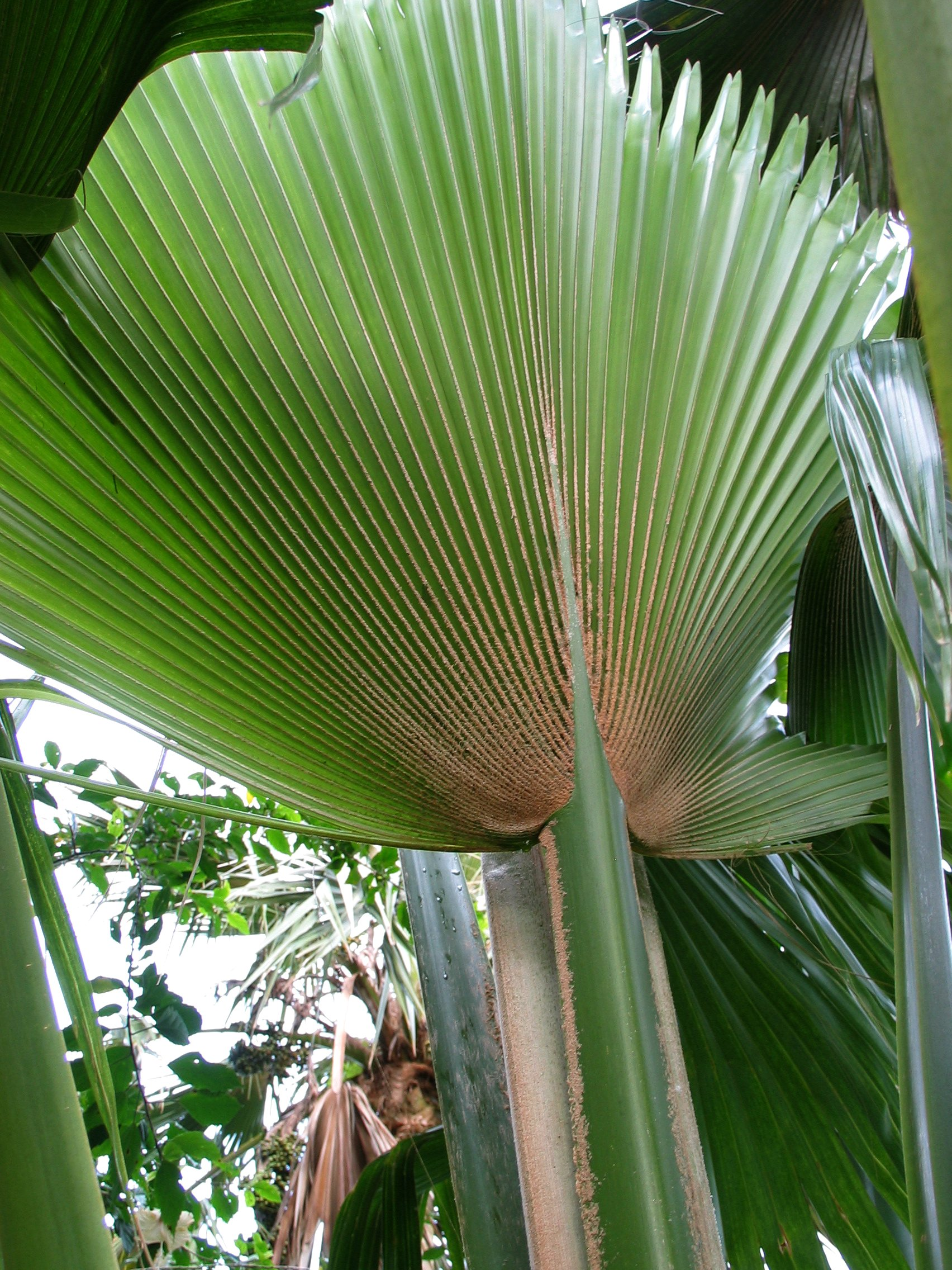
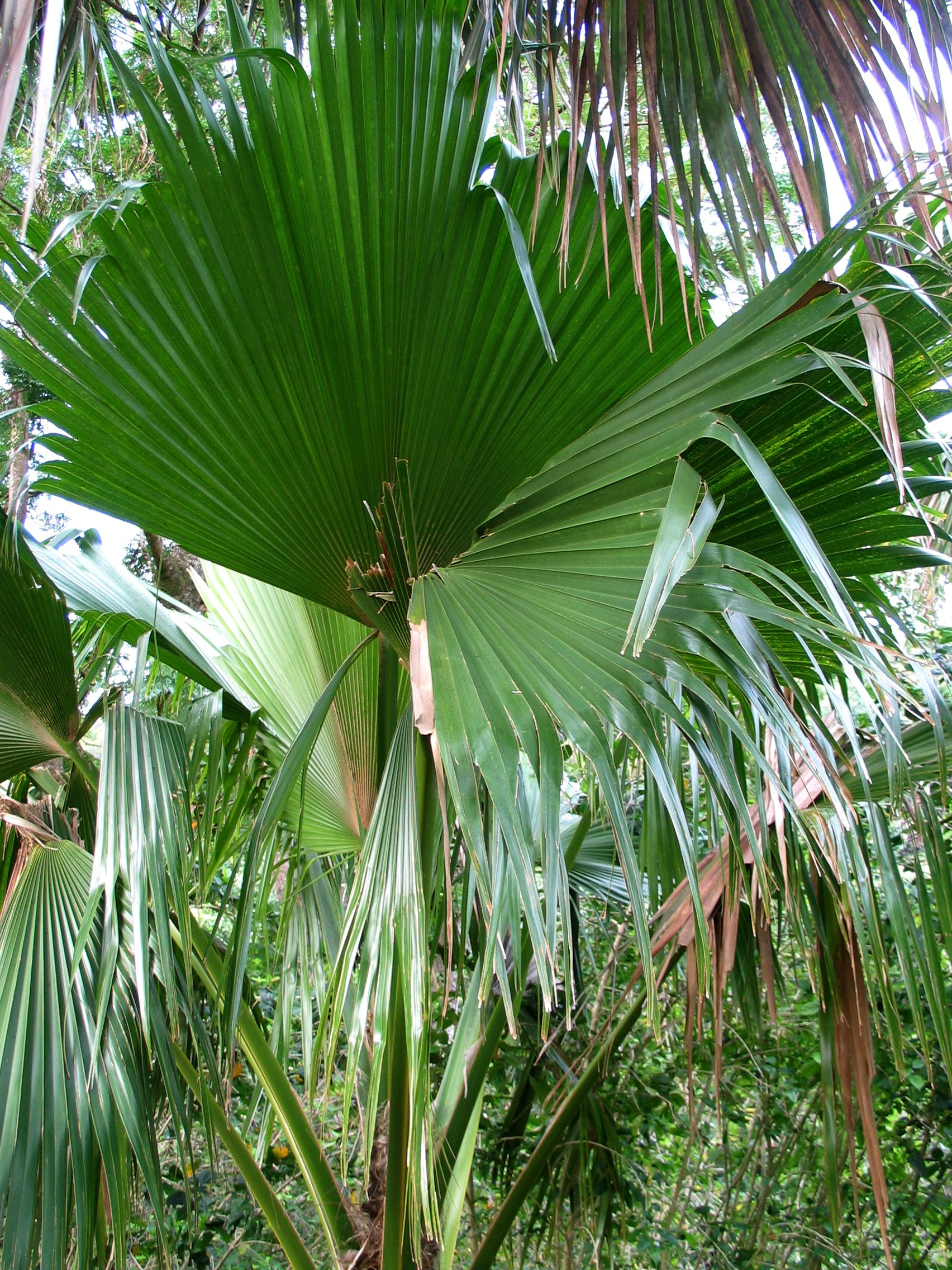
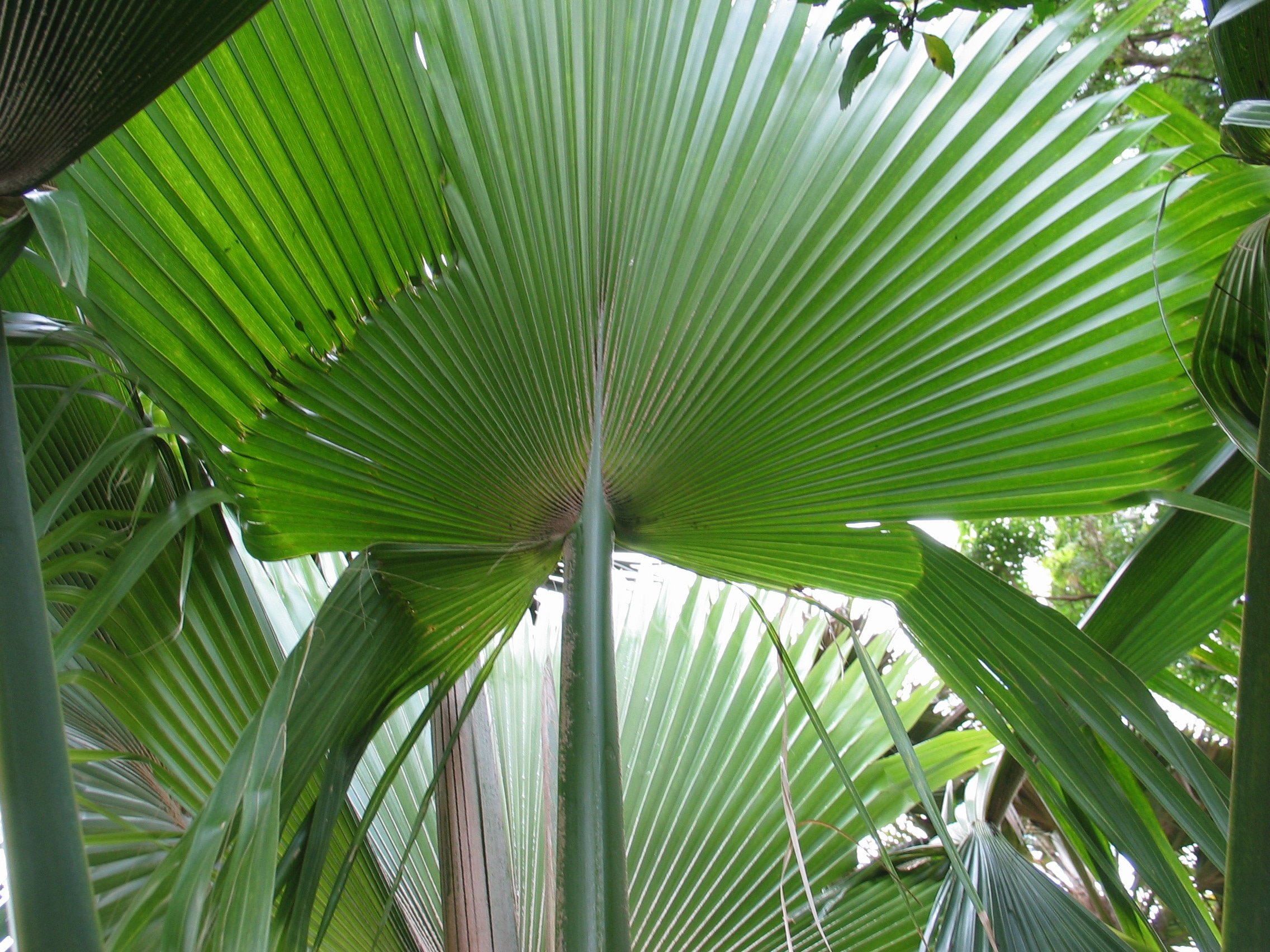
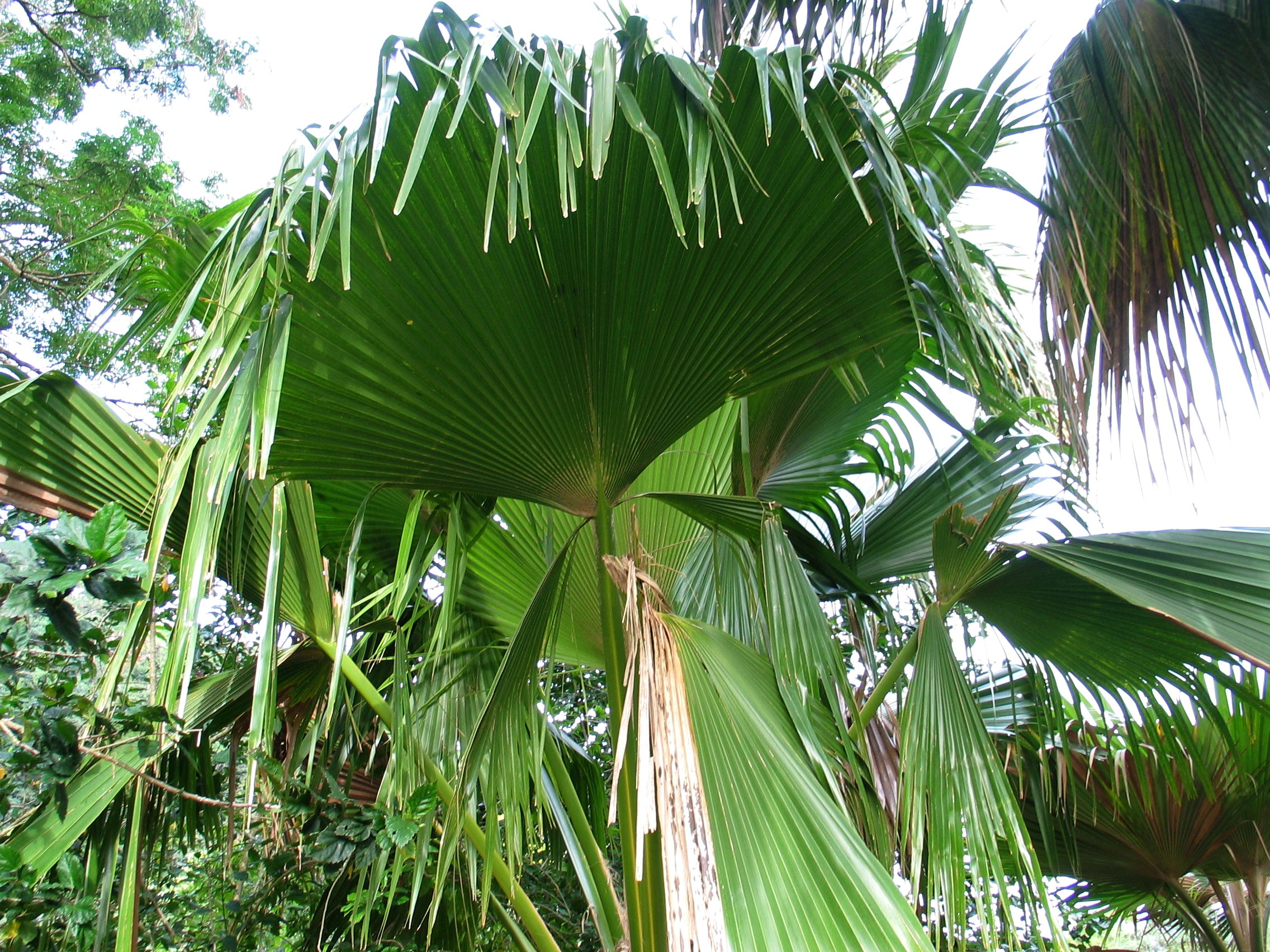
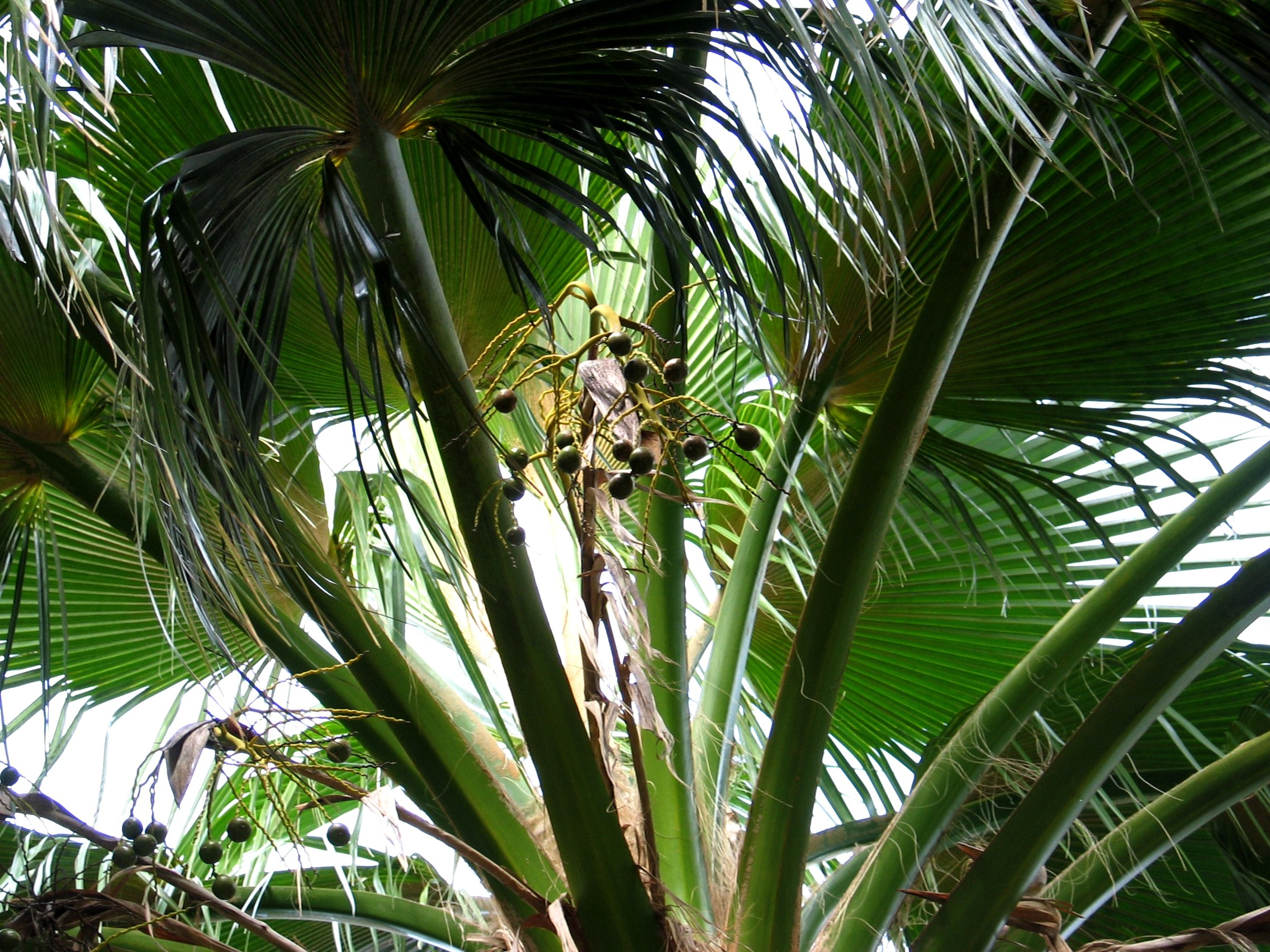
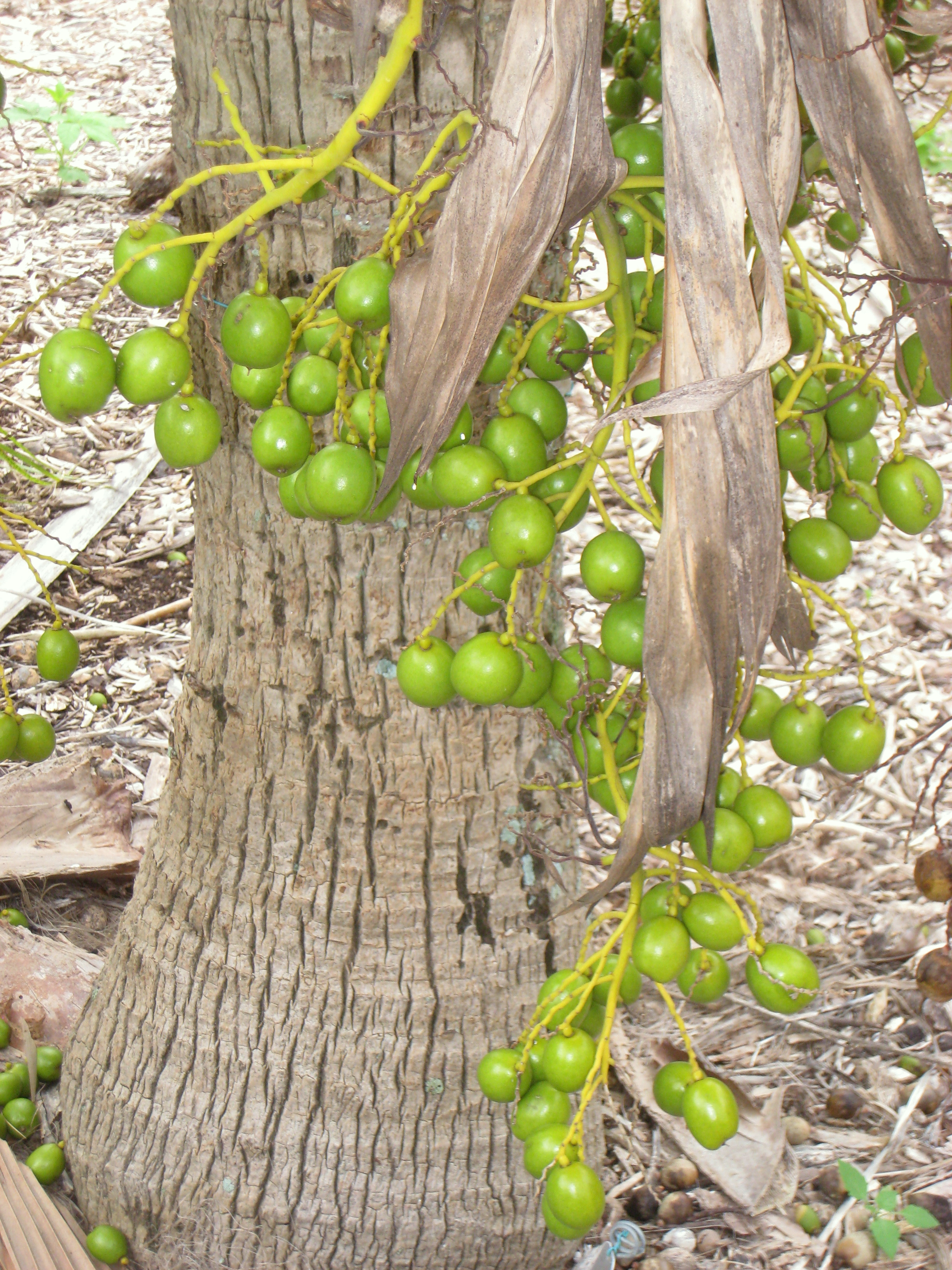